# Кубок Латвії з футболу 2008
Кубок Латвії з футболу 2008 — 67-й розіграш кубкового футбольного турніру в Латвії. Титул вперше здобула Даугава (Даугавпілс).

## Календар
| Раунд        | Дата              | Матчі | Клуби   |
| ------------ | ----------------- | ----- | ------- |
| Перший раунд | 18-20 квітня 2008 | 12    | 34 → 22 |
| Другий раунд | 26-27 квітня 2008 | 6     | 22 → 16 |
| 1/8 фіналу   | 30 квітня 2008    | 8     | 16 → 8  |
| 1/4 фіналу   | 7 травня 2008     | 4     | 8 → 4   |
| 1/2 фіналу   | 21 травня 2008    | 2     | 4 → 2   |
| Фінал        | 15 червня 2008    | 1     | 2 → 1   |

## Перший раунд
| Команда 1                        | Рахунок      | Команда 2              |
| -------------------------------- | ------------ | ---------------------- |
| 18 квітня 2008                   |              |                        |
| Селга (Лапмежціємс) (3)          | -:+          | Єлгава (2)             |
| Айзкраукле (3)                   | -:+          | Єкабпілс (2)           |
| 19 квітня 2008                   |              |                        |
| Метта/ЛУ (2)                     | 10:0         | Кварцс (Мадона) (3)    |
| 20 квітня 2008                   |              |                        |
| Спартакс (Юрмала) (2)            | 3:2          | Озолнєкі (3)           |
| Транзит (2)                      | 2:1          | Елві (Кулдіга) (3)     |
| Каугурі/ПБЛЦ (3)                 | 1:2          | УПТК (Лієпая) (4)      |
| Мерсрагс (3)                     | 1:3          | Нікарс (Рига) (4)      |
| Варавіксне-В.О.В.А. (Лієпая) (3) | +:-          | Талсі (4)              |
| Вієсуліс (Рига) (3)              | 3:1          | Альбертс (Рига) (3)    |
| Доломітс (Плявіняс) (3)          | 1:6          | Валка (3)              |
| ОСЦ/ФК33 (Огре) (3)              | 1:1 пен. 4:2 | Динамо-Ринужі/ЛАСД (3) |
| Сакрет/Мантія (3)                | 2:3          | ДЮСШ Прейлі (3)        |

## Другий раунд
| Команда 1                        | Рахунок      | Команда 2           |
| -------------------------------- | ------------ | ------------------- |
| 26 квітня 2008                   |              |                     |
| Транзит (2)                      | 0:3          | Метта/ЛУ (2)        |
| Варавіксне-В.О.В.А. (Лієпая) (3) | 2:3          | Єкабпілс (2)        |
| Спартакс (Юрмала) (2)            | 2:0          | ДЮСШ Прейлі (3)     |
| 27 квітня 2008                   |              |                     |
| Нікарс (Рига) (4)                | 3:2          | ОСЦ/ФК33 (Огре) (3) |
| Валка (3)                        | 2:4          | Єлгава (2)          |
| УПТК (Лієпая) (4)                | 1:1 пен. 1:4 | Вієсуліс (Рига) (3) |

## 1/8 фіналу
| Команда 1             | Рахунок       | Команда 2            |
| --------------------- | ------------- | -------------------- |
| 30 квітня 2008        |               |                      |
| Метта/ЛУ (2)          | 1:3           | Юрмала               |
| Єкабпілс (2)          | 0:3           | Віндава              |
| Спартакс (Юрмала) (2) | 0:4           | Сконто               |
| Нікарс (Рига) (4)     | 0:9           | Рига                 |
| Єлгава (2)            | 0:2           | Вентспілс            |
| Вієсуліс (Рига) (3)   | 0:13          | Металургс (Лієпая)   |
| Блазма                | 0:0 пен. 10:9 | Дінабург             |
| Олімпс/АСК            | 0:1           | Даугава (Даугавпілс) |

## 1/4 фіналу
| Команда 1            | Рахунок | Команда 2          |
| -------------------- | ------- | ------------------ |
| 7 травня 2008        |         |                    |
| Даугава (Даугавпілс) | 2:1     | Віндава            |
| Сконто               | 2:0     | Рига               |
| Вентспілс            | 3:1     | Металургс (Лієпая) |
| Юрмала               | 3:0     | Блазма             |

## 1/2 фіналу
| Команда 1      | Рахунок | Команда 2            |
| -------------- | ------- | -------------------- |
| 21 травня 2008 |         |                      |
| Вентспілс      | 2:1     | Сконто               |
| Юрмала         | 1:2     | Даугава (Даугавпілс) |

## Фінал
| 15 червня 2008 14:00 (EEST) |

| Даугава (Даугавпілс) | 1:1 дч   | Вентспілс     |
| -------------------- | -------- | ------------- |
| Шимич 79'            | Протокол | Савченков 43' |

| Сконто, Рига Глядачів: 1 800 Арбітр: Вадим Директоренко |

|                          |     | Пенальті                            |  |
| Риндюк · Шимич · Руднєвс | 3:0 | Колесніченко · Дубенський · Зізілев |  |